# Vasilij Semënovič Lanovoj
Vasilij Semënovič Lanovoj (in russo Василий Семёнович Лановой?; Mosca, 16 gennaio 1934 – Mosca, 28 gennaio 2021) è stato un attore sovietico e russo.

## Biografia
È presidente dell'Artek Festival di Film per bambini. I premi che ha ricevuto durante la sua carriera sono il Premio KGB, il Premio Lenin e ricevette il titolo di Artista Nazionale dell'URSS. Comincia la sua carriera nel 1954, ma solo dagli anni sessanta comincerà a ricevere molti ruoli, tra cui quello di Anatole Kuragin nel film Guerra e pace del 1967 di Sergej Bondarchuk. Da allora ha provato a creare un ritratto psicologico complesso dei suoi personaggi. Negli anni settanta i suoi ruoli più importanti sono nei film Ufficiali (1971) e Diciassette momenti di primavera (1973).

### Vita privata
Lanovoj si sposò con Tat'jana Samojlova, attrice di successo nell'ex URSS, conosciuta per il suo ruolo di protagonista in Quando volano le cicogne. Si sposò poi con Irina Kupčenko, anche lei attrice.

## Filmografia parziale
- Attestat zrelosti, regia di Tat'jana Lukaševič (1954)
- Alye parusa, regia di Aleksandr Ptuško (1961)
- Kollegi, regia di Aleksej Sacharov (1962)
- Idu na grozu, regia di Sergej Mikaeljan (1965)
- Guerra e pace (Voyna i mir), regia di Sergej Bondarčuk (1966)
- Parol' ne nužen, regia di Boris Grigor'ev (1967)
- Anna Karenina, regia di Aleksandr Zarchi (1967)
- Soljaris, regia di Boris Nirenburg (1968)
- Šestoe ijulja, regia di Julij Karasik (1968)
- Ljubov' Jarovaja, regia di Vladimir Fetin (1970)
- Oficery, regia di Vladimir Rogovoj (1971)
- Pjat'desjat na pjat'desjat, regia di Aleksandr Fajncimmer (1972)
- Strannaja ženščina, regia di Julij Rajzman (1977)
- Ogarёva, 6, regia di Boris Grigor'ev (1980)
- Petrovka, 38, regia di Boris Grigor'ev (1980)
- Pristupit' k likvidacii, regia di Boris Grigor'ev (1983)
- Čёrnyj kvadrat, regia di Jurij Moroz (1992)
- Baryšnja-krest'janka, regia di Aleksej Sacharov (1995)